# ليام بيرن
ليام بيرن (بالإنجليزية: Liam Byrne) هو سياسي بريطاني، ولد في 2 أكتوبر 1970 في المملكة المتحدة. حزبياً، نشط في حزب العمال.

## مناصب
- في 2004 Birmingham Hodge Hill by-election [الإنجليزية]‏، انتخب عضو برلمان المملكة المتحدة الـ53 عن دائرة برمنغهام، هودج هيل وقد انضم خلال فترته النيابية ‏ (15 يوليو 2004 – 11 أبريل 2005) للكتلة البرلمانية حزب العمال.
- في الانتخابات العامة في المملكة المتحدة 2005، انتخب عضو برلمان المملكة المتحدة الـ54 عن دائرة برمنغهام، هودج هيل وقد انضم خلال فترته النيابية ‏ (5 مايو 2005 – 12 أبريل 2010) للكتلة البرلمانية حزب العمال.
- في انتخابات المملكة المتحدة لعام 2010، انتخب عضو برلمان المملكة المتحدة الـ55 عن دائرة برمنغهام، هودج هيل وقد انضم خلال فترته النيابية ‏ (6 مايو 2010 – 30 مارس 2015) للكتلة البرلمانية حزب العمال.
- في الانتخابات العامة في المملكة المتحدة 2015، انتخب عضو برلمان المملكة المتحدة الـ56 عن دائرة برمنغهام، هودج هيل وقد انضم خلال فترته النيابية ‏ (8 مايو 2015 – 3 مايو 2017) للكتلة البرلمانية حزب العمال.
- في الانتخابات التشريعية البريطانية 2017، انتخب عضو برلمان المملكة المتحدة الـ57 عن دائرة برمنغهام، هودج هيل وقد انضم خلال فترته النيابية ‏ (8 يونيو 2017 – ) للكتلة البرلمانية حزب العمال.
- انتخب عضو مجلس الشورى البريطاني.
- انتخب وزير الدولة للهجرة [الإنجليزية]‏ (22 مايو 2006 – 3 أكتوبر 2008).
- انتخب مستشار دوقية لانكستر [الإنجليزية]‏ (3 أكتوبر 2008 – 5 يونيو 2009).
- انتخب أمين عام الظل الأول لوزارة المالية [الإنجليزية]‏ (11 مايو 2010 – 8 أكتوبر 2010).
- انتخب Shadow Minister for the Cabinet Office ‏ (8 أكتوبر 2010 – 20 يناير 2011).
- انتخب وزير دولة - ظل - للعمل والمعاشات [الإنجليزية]‏ (20 يناير 2011 – 7 أكتوبر 2013).
- انتخب السكرتير الأول للخزانة [الإنجليزية]‏ (5 يونيو 2009 – 11 مايو 2010).
- انتخب وزير ديوان مجلس الوزراء [الإنجليزية]‏ (3 أكتوبر 2008 – 5 يونيو 2009).
- انتخب وزير الدولة لشؤون العمل والمعاشات [الإنجليزية]‏.

## وصلات خارجية
- الموقع الرسمي